# Suho
Suho (수호?, 守護?, SuhoLR, SuhoMR), pseudonimo di Kim Jun-myeon (김준면?, 金俊勉?, Gim Jun-myeonLR, Kim ChunmyŏnMR; Seul, 22 maggio 1991), è un cantante e attore sudcoreano.
Dal 2012 fa parte del gruppo musicale EXO.

## Discografia

### Solista

#### EP
- 2020 – Self-Portrait
- 2022 – Grey Suit

#### Singoli
- 2014 – Beautiful (The Lost Planet Concert Solo)
- 2017 – Curtain
- 2018 – Dinner (feat. Jane Jang)
- 2018 – Do You Have a Moment (feat. Jane Jang)
- 2020 – Let's Love
- 2022 – Grey Suit
- 2022 – Hurdle

## Filmografia

### Cinema
- Kkonminam yeonswae tereosageon (꽃미남 연쇄 테러사건), regia di Lee Kwon (2007)
- I AM., regia di Choi Jin-seong (2012)
- SMTown: The Stage, regia di Bae Sung-sang (2015)
- One Way Trip (글로리데이), regia di Choi Jeong Yeol (2016)
- Student A (여중생A), regia di Lee Kyung-sub (2018)
- Gift (선물), regia di Hur Jin Ho (2019)
- Beyond Live: EXO's Travel the World on a Ladder (비욘드 라이브 더 무비 : EXO의 사다리 타고 세계여행 3), (2022)

### Televisione
- Areumda-un geudae-ege (아름다운 그대에게) - serie TV, episodio 2 (2012)
- Inkigayo (SBS 인기가요) - programma televisivo (2013-2017)
- Chongni-wa na (총리와 나) - serie TV, episodi 10-12 (2014)
- Uri yeopjib-e Exoga sanda (우리 옆집에 EXO가 산다?) – serie TV, episodi 4, 9, 12, 15-16 (2015)
- Duet Song Festival (듀엣가요제) - programma televisivo, episodio 10 (2016)
- Uju-ui byeol (우주의 별이) - serie TV (2017)
- Rich Man (리치맨) - serie TV (2018)
- How Are U Bread (하와유브레드) - serie TV (2020)
- Behind Your Touch (힙하게?, HiphageLR) – serie TV (2023)

## Teatro
- The Last Kiss (2017)
- The Man Who Laughs (2018)